# The Simpsons Wrestling
The Simpsons Wrestling é um jogo eletrônico de wrestling profissional baseado na série de desenhos animados Os Simpsons.

## Jogabilidade
O jogo é livremente baseado em jogos de luta profissional, mas se assemelha mais a um beat-'em-up. O jogo pode ser jogado de dois modos: um jogo para um jogador no estilo torneio ou uma partida de rancor, na qual dois jogadores podem interagir. As partidas acontecem em dez locais 3D detalhados diferentes de Springfield, como a casa dos Simpsons, a Usina Nuclear de Springfield, o Kwik-E-Mart e a Moe's Tavern. As cartas flutuam no ringue de luta livre e, se um lutador as recolher o suficiente, elas podem provocar e tornar-se temporariamente invencíveis. Uma rodada termina quando um lutador fixa o oponente em uma contagem de três. São necessárias duas rodadas para vencer uma partida.
Cada vez que um ataque bem-sucedido é realizado em um jogador, seu medidor de saúde se esgota. Jogadores com pouca vida ficam atordoados por mais tempo quando derrubados. Um jogador pode aumentar sua saúde recolhendo itens de comida que aparecem aleatoriamente no ringue. Correr e atacar drenam a resistência. Se um jogador não tiver resistência suficiente para executar um determinado movimento, ele ficará indisponível até que ele se recupere. A resistência é recuperada por não pressionar os botões de ações ou pegar certos itens. Ataques que exigem mais resistência são geralmente mais eficazes. O medidor de atordoamento só aparece quando o oponente é derrubado. Ele se esgota gradualmente, mas o jogador atordoado não pode se mover até que o medidor de atordoamento esteja completamente drenado. Um jogador pode reduzir o stun meter mais rápido pressionando os botões de ação ou recebendo certos ataques. Se um jogador estiver com pouca saúde, o medidor de atordoamento normalmente será mais alto, dificultando a resistência às tentativas de pinos. Quando a saúde de um jogador estiver completamente esgotada, será necessário apenas um golpe para atordoá-lo. Certos ataques a um oponente atordoado irão realmente zerar o medidor de atordoamento. 
Durante as lutas, os lutadores têm um medidor de saúde que é drenado ao realizar movimentos especiais e reabastece gradualmente quando não está atacando. Movimentos diferentes consomem diferentes quantidades de energia, e certos personagens podem vencer qualquer partida usando repetidamente um movimento particularmente prejudicial que não requer muita energia. Vários power-ups diferentes também estão disponíveis no jogo, incluindo uma rosquinha que aumenta a velocidade, pinos de boliche que podem ser usados como tacos e chiclete que atrasa os jogadores.
Além dos itens de saúde, as letras A, N, U e T aparecem aleatoriamente no ringue. Se um dos jogadores coletar o suficiente para soletrar a palavra "TAUNT", ele poderá realizar uma provocação. A provocação drenará completamente a resistência do oponente, tornando-o incapaz de atacar por um tempo limitado.

## Personagens

### Personagens Iniciais
- Homer Simpson
- Bart Simpson
- Lisa Simpson
- Marge Simpson
- Willie
- Barney Gumble
- Krusty
- Apu Nahasapeemapetilon

### Personagens Desbloqueaveis
- Bumblebee Man
- Moe Szyslak
- Ned Flanders
- Professor Frink

### Personagens bônus
- C. Montgomery Burns & Smithers
- Kang
- Itchy
- Scratchy